# Przekopana (przystanek kolejowy)
Przekopana – zlikwidowany przystanek osobowy w Przemyślu, w dzielnicy Przekopana, w województwie podkarpackim. Położony jest przy linii kolejowej z Krakowa Głównego do Medyki. Został oddany do użytku w 1949 roku przez Polskie Koleje Państwowe.